# کونکوس (یاولی)
کونکوس (به اسپانیایی: Kunkus) یک کوه در پرو است که در Peru, Junín Region واقع شده‌است. کونکوس ۵٬۰۰۰ متر بالاتر از سطح دریا واقع شده‌است.